# Danh sách thằn lằn đầu rắn
Dưới đây là danh sách toàn bộ các chi thằn lằn đầu rắn đã biết thuộc bộ Plesiosauria, bao gồm cả những chi mà bây giờ không được xem là thằn lằn đầu rắn, hoặc đang trong vòng nghi ngờ (nomen dubium), hoặc chưa được công bố chính thức (nomen nudum), cũng như những tên gọi khác của chúng.

## Phạm vi và thuật ngữ
Hiện không có danh sách chính thức nào về các chi thằn lằn đầu rắn. Danh sách đầy đủ nhất hiện nay là phần Plesiosauria của Mikko Haaramo's Phylogeny
Archive; also pertinent is the Plesiosaur Genera section at Adam Stuart Smith's Plesiosaur Directory.
Các thuật ngữ kỹ thuật được sử dụng tại đây gồm:
- Đồng nghĩa thứ: là một tên mô tả một đơn vị phân loại giống như một tên đã được công bố trước đó. Nếu hai hay nhiều chi đã được phân loại chính thức và được đặt tên nhưng sau này lại gộp thành một chi, thì tên đầu tiên được công bố là đồng nghĩa sơ, tất cả các trường hợp khác là đồng nghĩa thứ. Chỉ trong những trường hợp đặc biệt (xem Tyrannosaurus), đồng nghĩa thứ mới được sử dụng, tất cả các trường hợp khác, đồng nghĩa sơ chiếm vị trí ưu tiên, kể cả khi bị phản đối. Thường thì đồng nghĩa thứ mang tính cách cá nhân, trừ trường hợp 2 đồng nghĩa thứ cùng mô tả một chi.
- Nomen nudum (tiếng Latinh có nghĩa "tên chưa có căn cứ"): là một tên đã xuất hiện trong in ấn nhưng vẫn chưa được công bố chính thức bởi các tiêu chuẩn của ICZN. Nomina nuda (số nhiều của nomen nudum) chưa được xem là hợp lệ, và do đó không được in nghiêng trong danh sách này như những tên chính thức. Nếu sau đó nó được công bố hợp lệ, không còn là nomen nudum, thì nó sẽ được in nghiêng. Thường thì tên chính thức sẽ không giống với bất kì nomina nuda nào.
- Tên tiền hữu: là một tên được chính thức công bố, nhưng sau đó phát hiện ra (hoặc lầm rằng đã phát hiện ra) nó đã được sử dụng cho một đơn vị phân loại khác. Lần sử dụng thứ hai này là không hợp lệ (cũng như tất cả các lần tiếp theo) và tên của nó phải được thay thế bằng một tên khác (tên thay thế). Nếu như lầm, tên thay thế này thành tên thay thế không cần thiết, và tên tiền hữu được sử dụng. Còn nếu không thì tên thay thế được sử dụng.
- Nomen dubium (tiếng Latinh có nghĩa "tên đáng nghi"): là một tên mô tả một đơn vị phân loại từ một hóa thạch không có đặc điểm nào nổi trội cả. Những tên này thường mang tính chủ quan của người đặt và bị tranh cãi rất nhiều.

## Danh sách
| Chi                | Người đặt tên                                                         | Năm                  | Tình trạng      | Kỉ                       | Vị trị                         | Ghi chú                                                                              |
| ------------------ | --------------------------------------------------------------------- | -------------------- | --------------- | ------------------------ | ------------------------------ | ------------------------------------------------------------------------------------ |
| Abyssosaurus       | Berezin                                                               | 2011                 | hợp lệ.         | Creta sớm                | Châu Âu                        |                                                                                      |
| Albertonectes      | Kubo Mitchell Henderson                                               | 2012                 | hợp lệ.         | Creta muộn               | Bắc Mĩ                         |                                                                                      |
| Alexeyisaurus      | Sennikov Arkhangelsky                                                 | 2010                 | hợp lệ.         | Trias muộn               | Châu Âu                        |                                                                                      |
| "Alzadasaurus"     | Welles                                                                | 1943                 |                 |                          |                                |                                                                                      |
| Anningasaura       | Vincent Benson                                                        | 2012                 | hợp lệ.         | Jura sớm                 | Châu Âu                        |                                                                                      |
| Apatomerus         | Williston                                                             | 1903                 | hợp lệ.         | Creta sớm                |                                |                                                                                      |
| Aphrosaurus        | Welles                                                                | 1943                 | hợp lệ.         | Creta muộn               |                                |                                                                                      |
| "Apractocleidus"   | Smellie                                                               | 1916                 | đồng nghĩa thứ. |                          |                                | đồng nghĩa thứ Cryptocleidus                                                         |
| Aptychodon         | Reuss                                                                 | 1855                 | hợp lệ.         | Creta muộn               |                                |                                                                                      |
| Archaeonectrus     | Owen                                                                  | 1865                 | hợp lệ.         | Jura sớm                 |                                |                                                                                      |
| Aristonectes       | Cabrera                                                               | 1941                 | hợp lệ.         | Creta muộn               | Chubut, Argentina              |                                                                                      |
| Attenborosaurus    | Bakker                                                                | 1993                 | hợp lệ.         | Jura sớm                 |                                |                                                                                      |
| Augustasaurus      | Sander Rieppel Bucher                                                 | 1997                 | hợp lệ.         | Trias giữa               |                                |                                                                                      |
| Avalonnectes       | Benson Evans Druckenmiller                                            | 2012                 | hợp lệ.         | Jura sớm                 | Châu Âu                        |                                                                                      |
| Bathyspondylus     | Delair                                                                | 1982                 | hợp lệ.         | Jura muộn                |                                |                                                                                      |
| Bishanopliosaurus  | Dong                                                                  | 1980                 | hợp lệ.         | Jura sớm                 |                                |                                                                                      |
| Bobosaurus         | Dalla Vecchia                                                         | 2006                 | hợp lệ.         | Trias muộn               |                                |                                                                                      |
| Borealonectes      | Sato Wu                                                               | 1980                 | hợp lệ.         | Jura giữa                |                                |                                                                                      |
| Brachauchenius     | Williston                                                             | 1903                 | hợp lệ.         | Creta sớm tới Creta muộn |                                |                                                                                      |
| Brancasaurus       | Wegner                                                                | 1914                 | hợp lệ.         | Creta sớm                |                                |                                                                                      |
| Brimosaurus        | Leidy                                                                 | 1855                 | hợp lệ.         | Creta muộn               |                                |                                                                                      |
| Callawayasaurus    | Carpenter                                                             | 1999                 | hợp lệ.         | Creta sớm                |                                |                                                                                      |
| Ceraunosaurus      | Thurmond                                                              | 1968                 | đồng nghĩa thứ  |                          |                                | đồng nghĩa thứ của Trinacromerum                                                     |
| Chinchenia         | Young                                                                 | 1965                 | hợp lệ.         | Trias giữa               |                                |                                                                                      |
| Cimoliasaurus      | Leidy                                                                 | 1851                 | hợp lệ.         | Creta muộn               |                                |                                                                                      |
| Colymbosaurus      | Seeley                                                                | 1874                 | hợp lệ.         | Jura muộn                |                                |                                                                                      |
| Crymocetus         | Cope                                                                  | 1869                 | hợp lệ.         | Creta sớm                |                                |                                                                                      |
| Cryonectes         | Vincent Bardet Mattioli                                               | 2013                 | hợp lệ.         | Jura sớm                 | Châu Âu                        |                                                                                      |
| Cryptocleidus      | Seeley                                                                | 1892                 | hợp lệ.         |                          |                                |                                                                                      |
| Cryptoclidus       | Phillips                                                              | 1871                 | hợp lệ.         | Jura giữa                |                                |                                                                                      |
| Cymatosaurus       | Fritsch                                                               | 1894                 | hợp lệ.         | Trias giữa               |                                |                                                                                      |
| Discosaurus        | Leidy                                                                 | 1851                 | hợp lệ.         |                          |                                |                                                                                      |
| Djupedalia         | Knutsen Druckenmiller Hurum                                           | 2012 in paleontology | hợp lệ.         | Jura muộn                | Châu Âu                        |                                                                                      |
| Dolichorhynchops   | Williston                                                             | 1903                 | hợp lệ.         |                          |                                |                                                                                      |
| Dravidosaurus      | Yadagiri Ayyasami                                                     | 1979                 | hợp lệ.         |                          |                                |                                                                                      |
| Edgarosaurus       | Druckenmiller                                                         | 2002                 | hợp lệ.         |                          |                                |                                                                                      |
| Elasmosaurus       | Cope                                                                  | 1868                 | hợp lệ.         |                          |                                |                                                                                      |
| Eoplesiosaurus     | Benson Evans Druckenmiller                                            | 2012                 | hợp lệ.         | Jura sớm                 | Châu Âu                        |                                                                                      |
| Eopolycotylus      | Albright Gillette Titus                                               | 2007                 | hợp lệ.         |                          |                                |                                                                                      |
| Eretmosaurus       | Seeley                                                                | 1874                 | hợp lệ.         |                          |                                |                                                                                      |
| Eromangasaurus     | Kear                                                                  | 2005                 | hợp lệ.         |                          |                                |                                                                                      |
| Eurycleidus        | Andrews                                                               | 1922                 | hợp lệ.         |                          |                                |                                                                                      |
| Eurysaurus         | Gaudry                                                                | 1878                 | hợp lệ.         |                          |                                |                                                                                      |
| Fresnosaurus       | Welles                                                                | 1943                 | hợp lệ.         |                          |                                |                                                                                      |
| Futabasaurus       | Sato Hasegawa Manabe                                                  | 2006                 | hợp lệ.         |                          |                                | trùng tên với một chi theropod ("nomen nudum Futabasaurus")                          |
| Gallardosaurus     | Gasparini                                                             | 2009                 | hợp lệ.         |                          |                                |                                                                                      |
| Georgia            | Otschev                                                               | 1976                 | tên tiền hữu.   |                          |                                | tên tiền hữu của một chi mollusk                                                     |
| Georgiasaurus      | Otschev                                                               | 1878                 | hợp lệ.         |                          |                                |                                                                                      |
| Goniosaurus        | Meyer                                                                 | 1860                 | hợp lệ.         |                          |                                |                                                                                      |
| Gronausaurus       | Hampe                                                                 | 2013                 | hợp lệ.         | Creta sớm                | Châu Âu                        |                                                                                      |
| Hastanectes        | Benson và cộng sự.                                                    | 2012                 | hợp lệ.         | Creta sớm                | Châu Âu                        |                                                                                      |
| Hauffiosaurus      | O'Keefe                                                               | 2001                 | hợp lệ.         |                          |                                |                                                                                      |
| Hydralmosaurus     | Welles                                                                | 1943                 | hợp lệ.         |                          |                                |                                                                                      |
| Hydrorion          | Grobmann                                                              | 2006                 | hợp lệ.         |                          |                                |                                                                                      |
| Hydrotherosaurus   | Welles                                                                | 1943                 | hợp lệ.         |                          |                                |                                                                                      |
| Ischyrodon         | von Meyer                                                             | 1838                 | đồng nghĩa thứ  |                          |                                | đồng nghĩa thứ của Liopleurodon                                                      |
| Kaiwhekea          | Cruickshank Fordyce                                                   | 2002                 | hợp lệ.         |                          |                                |                                                                                      |
| Kimmerosaurus      | Brown                                                                 | 1981                 | hợp lệ.         |                          |                                |                                                                                      |
| Kronosaurus        | Longman                                                               | 1924                 | hợp lệ.         |                          |                                |                                                                                      |
| Leptocleidus       | Andrews                                                               | 1922                 | hợp lệ.         |                          |                                |                                                                                      |
| Leurospondylus     | Brown                                                                 | 1913                 | hợp lệ.         |                          |                                |                                                                                      |
| Libonectes         | Carpenter                                                             | 1997                 | hợp lệ.         |                          |                                |                                                                                      |
| Liopleurodon       | Sauvage                                                               | 1873                 | hợp lệ.         |                          |                                |                                                                                      |
| Luetkesaurus       | Kiprijanoff                                                           | 1883                 | hợp lệ.         |                          |                                |                                                                                      |
| Lusonectes         | Smith Araújo Mateus                                                   | 2011                 | hợp lệ.         | Jura sớm                 | Châu Âu                        |                                                                                      |
| Macroplata         | Swinton                                                               | 1930                 | hợp lệ.         |                          |                                |                                                                                      |
| Manemergus         | Buchy Metayer Frey                                                    | 2005                 | hợp lệ.         |                          |                                |                                                                                      |
| Maresaurus         | Gasparini                                                             | 1997                 | hợp lệ.         |                          |                                |                                                                                      |
| Marmornectes       | Ketchum Benson                                                        | 2011                 | hợp lệ.         | Jura giữa                | Châu Âu                        |                                                                                      |
| Mauisaurus         | Hector                                                                | 1874                 | hợp lệ.         |                          |                                |                                                                                      |
| Megacephalosaurus  | Schumacher Carpenter Everhart                                         | 2013                 | hợp lệ.         | Creta muộn               | Bắc Mĩica                      |                                                                                      |
| Megalneusaurus     | Knight                                                                | 1898                 | hợp lệ.         |                          |                                |                                                                                      |
| Meyerasaurus       | Smith Vincent                                                         | 2010                 | hợp lệ.         | Jura sớm                 | Châu Âu                        |                                                                                      |
| Microcleidus       | Watson                                                                | 1911                 | hợp lệ.         |                          |                                |                                                                                      |
| Morenosaurus       | Welles                                                                | 1943                 | hợp lệ.         |                          |                                |                                                                                      |
| Morturneria        | Chatterjee Creisler                                                   | 1994                 | hợp lệ.         | Creta muộn               | Seymour Island, Antarctica     | đồng nghĩa thứ của Aristonectes                                                      |
| Muraenosaurus      | Seeley                                                                | 1874                 | hợp lệ.         |                          |                                |                                                                                      |
| Nichollssaura      | Druckenmiller Russell                                                 | 2009                 | hợp lệ.         |                          |                                |                                                                                      |
| Nichollsia         | Druckenmiller Russell                                                 | 2008                 | tên tiền hữu    |                          |                                | tên tiền hữu của một chi isopod, đã đổi tên thànhNichollssaura.                      |
| Occitanosaurus     | Bardet Fernandez Garcia-Ramos Superbiola Pinuela Ruiz-Omenaca Vincent | 2008                 | hợp lệ.         |                          |                                |                                                                                      |
| Ogmodirus          | Williston Moodie                                                      | 1917                 | hợp lệ.         |                          |                                |                                                                                      |
| Orophosaurus       | Cope                                                                  | 1851                 | hợp lệ.         |                          |                                |                                                                                      |
| Opallionectes      | Kear                                                                  | 2006                 | hợp lệ.         |                          |                                |                                                                                      |
| Pachycostasaurus   | Cruickshank Martill                                                   | 1996                 | hợp lệ.         |                          |                                |                                                                                      |
| Pahasapasaurus     | Schumacher                                                            | 2007                 | hợp lệ.         |                          |                                |                                                                                      |
| Palmula            | Albright Gillette Titus                                               | 2007                 | hợp lệ.         |                          |                                | tên tiền hữu của một chiforaminifer, đã đổi thành Palmulasaurus.                     |
| Palmulasaurus      | Albright Gillete Titus                                                | 2007                 | hợp lệ.         |                          |                                |                                                                                      |
| Pantosaurus        | Marsh                                                                 | 1893                 | hợp lệ.         |                          |                                |                                                                                      |
| Peloneustes        | Lydekker                                                              | 1889                 | hợp lệ.         |                          |                                |                                                                                      |
| Peyerus            | Stromer                                                               | 1935                 | đồng nghĩa thứ  |                          |                                | đồng nghĩa thứ của Leptocleidus                                                      |
| Picrocleidus       | Andrews                                                               | 1909                 | đồng nghĩa thứ  |                          |                                | đồng nghĩa thứ của Muraenosaurus                                                     |
| Piptomerus         | Cope                                                                  | 1887                 | hợp lệ.         |                          |                                |                                                                                      |
| Piratosaurus       | Leidy                                                                 | 1865                 | hợp lệ.         |                          |                                |                                                                                      |
| Plesiopleurodon    | Carpenter                                                             | 1996                 | hợp lệ.         |                          |                                |                                                                                      |
| Plesiopterys       | O'Keefe                                                               | 2004                 | hợp lệ.         |                          |                                |                                                                                      |
| Plesiosaurus       | Conybeare                                                             | 1821                 | hợp lệ.         |                          |                                |                                                                                      |
| Pliosaurus         | Owen                                                                  | 1841                 | hợp lệ.         |                          |                                |                                                                                      |
| Polycotylus        | Cope                                                                  | 1869                 | hợp lệ.         |                          |                                |                                                                                      |
| Polyptychodon      | Owen                                                                  | 1841                 | hợp lệ.         |                          |                                |                                                                                      |
| Procotylus         | Korotneff                                                             | 1908                 | hợp lệ.         |                          |                                |                                                                                      |
| Rhomaleosaurus     | Seeley                                                                | 1871                 | hợp lệ.         |                          |                                |                                                                                      |
| Scanisaurus        | Persson                                                               | 1959                 | hợp lệ.         |                          |                                |                                                                                      |
| Seeleyosaurus      | White                                                                 | 1940                 | hợp lệ.         |                          |                                |                                                                                      |
| Simolestes         | Andrews                                                               | 1909                 | hợp lệ.         |                          |                                |                                                                                      |
| Sinopliosaurus     | Young                                                                 | 1944                 | hợp lệ.         | Creta sớm                |                                |                                                                                      |
| Spitrasaurus       | Knutsen Druckenmiller Hurum                                           | 2012                 | hợp lệ.         | Jura muộn                | Châu Âu                        |                                                                                      |
| Spondylosaurus     | Fisher                                                                | 1845                 | đồng nghĩa thứ  |                          |                                | đồng nghĩa thứ Pliosaurus                                                            |
| Stratesaurus       | Benson Evans Druckenmiller                                            | 2012                 | hợp lệ.         | Jura sớm                 | Châu Âu                        |                                                                                      |
| Sulcusuchus        | Gasparini Spalletti                                                   | 1992                 | hợp lệ.         | Creta muộn               | Rio Negro và Chubut, Argentina |                                                                                      |
| Stereosaurus       | Seeley                                                                | 1869                 | hợp lệ.         |                          |                                |                                                                                      |
| Sthenarosaurus     | Watson                                                                | 1911                 | hợp lệ.         | Jura sớm                 |                                |                                                                                      |
| "Stretosaurus"     | Tarlo                                                                 | 1959                 | Nomen dubium    |                          |                                | mẫu vật chưa được phát hiện and nên được cho là một chi Thalassophonea chưa xác định |
| Strongylokrotaphus | Novozhilov                                                            | 1964                 | đồng nghĩa thứ  |                          |                                | đồng nghĩa thứ Pliosaurus                                                            |
| Styxosaurus        | Welles                                                                | 1952                 | hợp lệ.         | Creta muộn               |                                |                                                                                      |
| Taphrosaurus       | Cope                                                                  | 1870                 | hợp lệ.         | Creta muộn               |                                |                                                                                      |
| "Tatenectes"       | Knight                                                                | 1900                 | hợp lệ.         |                          |                                |                                                                                      |
| Terminonatator     | Sato                                                                  | 2003                 | hợp lệ.         | Creta muộn               |                                |                                                                                      |
| Thalassiodracon    | Storrs Taylor                                                         | 1996                 | hợp lệ.         | Trias muộn-Jura sớm      |                                |                                                                                      |
| Thalassiosaurus    | Welles                                                                | 1953                 | hợp lệ.         |                          |                                | đồng nghĩa thứ Styxosaurus                                                           |
| Thalassomedon      | Welles                                                                | 1943                 | hợp lệ.         | Creta muộn               |                                |                                                                                      |
| Thalassonomosaurus | Welles                                                                | 1943                 | đồng nghĩa thứ  |                          |                                | đồng nghĩa thứ Styxosaurus                                                           |
| "Thaumatosaurus"   | Meyer                                                                 | 1841                 | hợp lệ.         |                          |                                |                                                                                      |
| Thililua           | Bardet Suberbiola Jalil                                               | 2003                 | hợp lệ.         | Creta muộn               |                                |                                                                                      |
| "Tremamesacleis"   | White                                                                 | 1940                 | hợp lệ.         | Jura muộn                |                                | có thể là đồng nghĩa thứ Muraenosaurus                                               |
| Tricleidus         | Andrews                                                               | 1909                 | hợp lệ.         |                          |                                |                                                                                      |
| Trinacromerum      | Cragin                                                                | 1888                 | hợp lệ.         | Creta muộn               |                                |                                                                                      |
| Tuarangisaurus     | Wiffen Moisley                                                        | 1986                 | hợp lệ.         | Creta muộn               |                                |                                                                                      |
| Turneria           | Chatterjee Small                                                      | 1989                 | tên tiền hữu.   |                          |                                | tên tiền hữu của một chi ant                                                         |
| Umoonasaurus       | Kear Schroeder Lee                                                    | 2006                 | hợp lệ.         | Creta sớm                |                                |                                                                                      |
| Uronautes          | Cope                                                                  | 1870                 | hợp lệ.         | Creta muộn               |                                |                                                                                      |
| Vectocleidus       | Benson và cộng sự.                                                    | 2012                 | hợp lệ.         | Creta sớm                | Châu Âu                        |                                                                                      |
| Vinialesaurus      | Gasparini Bardet Vinent Iturralde                                     | 2002                 | hợp lệ.         | Jura muộn                |                                |                                                                                      |
| Westphaliasaurus   | Schwermann Sander                                                     | 2011                 | hợp lệ.         | Jura sớm                 | Châu Âu                        |                                                                                      |
| Woolungasaurus     | Persson                                                               | 1960                 | hợp lệ.         | Creta sớm                |                                |                                                                                      |
| Yuzhoupliosaurus   | Zhang                                                                 | 1985                 | hợp lệ.         | Jura giữa                |                                |                                                                                      |
| Zarafasaura        | Vincent Pereda-Suberbiola Bouya Amaghzaz Meslouh                      | 2011                 | hợp lệ.         | Creta muộn               | Châu Phi                       |                                                                                      |

|  |
|  |
|  |
|  |
|  |
|  |
|  |
|  |
|  |
|  |
|  |
|  |
|  |
|  |
|  |
|  |
|  |
|  |
|  |
|  |
|  |
|  |
|  |
|  |
|  |
|  |
|  |
|  |
|  |
|  |
|  |
|  |
|  |
|  |
|  |
|  |
|  |
|  |
|  |
|  |
|  |
|  |
|  |
|  |
|  |